# Карл Смелый
Карл Смелый (фр. Charles le Téméraire; 10 ноября 1433, Дижон — 5 января 1477, около Нанси) — последний герцог Бургундии из династии Валуа, сын герцога Филиппа Доброго. Мечтал повысить свой титул до королевского и близко подошёл к осуществлению этой цели. Его гибель в сражении при Нанси стала поворотным моментом в европейской истории. Считается образцом средневекового рыцаря и «последним оплотом феодализма», противостоявшим созданию централизованной Франции во главе с Людовиком XI. После гибели Карла его обширные владения были поделены между Францией и Габсбургами (через брак принца Максимилиана с его дочерью и наследницей Марией Бургундской). Ни одна сторона не была удовлетворена результатами раздела, что привело к противостоянию французских королей с Габсбургами, которое продлилось несколько столетий (до переворачивания альянсов в середине XVIII века).

## Начало деятельности
Родился в Дижоне в семье бургундского герцога Филиппа Доброго и португальской инфанты Изабеллы. С ранней юности он страстно занимался рыцарскими играми и военными упражнениями; получил хорошее образование, без особого труда читая античных классиков. Уже 19-летним юношей в битве при Гаверене выказал ту упрямую, доходившую до безрассудства отвагу, которая на всю жизнь осталась основной чертой его характера.
Согласно воспоминаниям современников, он жил просто, чуждаясь роскоши и волокитства, царивших при дворе его отца. По словам историка Оливье де Ламарша, будучи поклонником истории, он «не ложился спать без того, чтобы ему не читали вслух в течение двух часов», особенно «деяния римлян». Согласно свидетельству другого историка Гийома Фийатра, Карл прекрасно владел латынью.
В 1440 году, в семилетнем возрасте Карла женили на Катрин, дочери Карла VII, французского короля, и сестре дофина (впоследствии Людовика XI). Она была на 5 лет старше своего мужа, и умерла в 1446 году в возрасте 18 лет. У них не было детей.
В возрасте 20-ти лет он женился на двоюродной сестре Изабелле, принцессе Бурбонской, которой постоянно оставался верен. В 1465 году Изабелла умерла, оставив Карлу единственного ребёнка — Марию Бургундскую.
Людовик XI ещё дофином прятался в Бургундии от своего отца, и именно тогда между ним и Карлом завязались приятельские отношения. Но став королём, Людовик  продолжил политику своего отца. Ещё при жизни отца Карл Смелый, имевший тогда титул графа Шароле, вёл войну (1464—1465) с французским королём Людовиком XI, своим коварством раздражавшим всех владетелей, находившихся в вассальных отношениях к нему, и заставившим их заключить между собой «Лигу общего блага».
В качестве третьей жены Карл Смелый выбрал англичанку Маргариту Йоркскую. Таким образом Карл решил объединиться со старым союзником Бургундии — Англией. Людовик XI приложил все усилия, для предотвращения брака, но летом 1468 года свадьба роскошно праздновалась в Брюгге. У пары не было детей, но Маргарита посвятила себя своей падчерице Марии; спустя много лет после смерти Марии она заботилась о двух её детях.

## Ранние битвы
12 апреля 1465 года, Филипп передал правление Карлу, который провёл следующее лето, продолжая войну «Лиги общего блага» против Людовика XI. Карл остался владеть областью после битвы при Монлери (16 июля 1465), где он был ранен, но это не помешало королю вернуться в Париж и заявить о решающей победе над Карлом. В октябре 1465 года Людовик заключил мир в Конфлане с герцогом Бургундским и особый договор с остальными союзниками в Сен-Мере. Король отдал Карлу Смелому города и земли на Сомме, незадолго до того выкупленные у него за 400 тысяч золотых экю. Во время переговоров 25 сентября жена герцога Изабелла внезапно умерла, что сделало возможным заключить политический брак. Как часть соглашения Людовик обещал Карлу руку своей дочери Анны, с графствами Шампань и Понтье в качестве приданого, но брак не состоялся.
Одержав верх над Людовиком, Карл обратил свои силы против Льежа (Люттиха), вследствие притеснений и обременительных налогов восставшего (1464) против бургундской власти в надежде на помощь Людовика. К этому примешались действия в городе Динан: в течение войны в нём радовались слухам о том, что Карл был побеждён в Монтлери и тому, что он на самом деле был незаконным сыном герцогини Изабеллы и предыдущего льежского епископа (умер в 1455). 25 августа 1466 года Карл пришёл в Динан, решив отомстить за оскорбление чести его матери, и разрушил город, убив всех мужчин, женщин и детей в его пределах. При этом он успешно вёл в это же время переговоры с Льежским епископством. Смерть Филиппа Доброго (15 июня 1467 года) послужила Льежу сигналом к вторичному восстанию. Но Карл Смелый победил их в битве при Синт-Трёйдене и совершил победный вход в Льеж, разрушив стены города, лишив его самоуправления и наложив на него тяжёлую контрибуцию. Другие волновавшиеся города — Гент, Малин (Мехельн), Антверпен — не посмели сопротивляться его воле, и он стал править единолично.

## Соглашение в Перонне (1468)

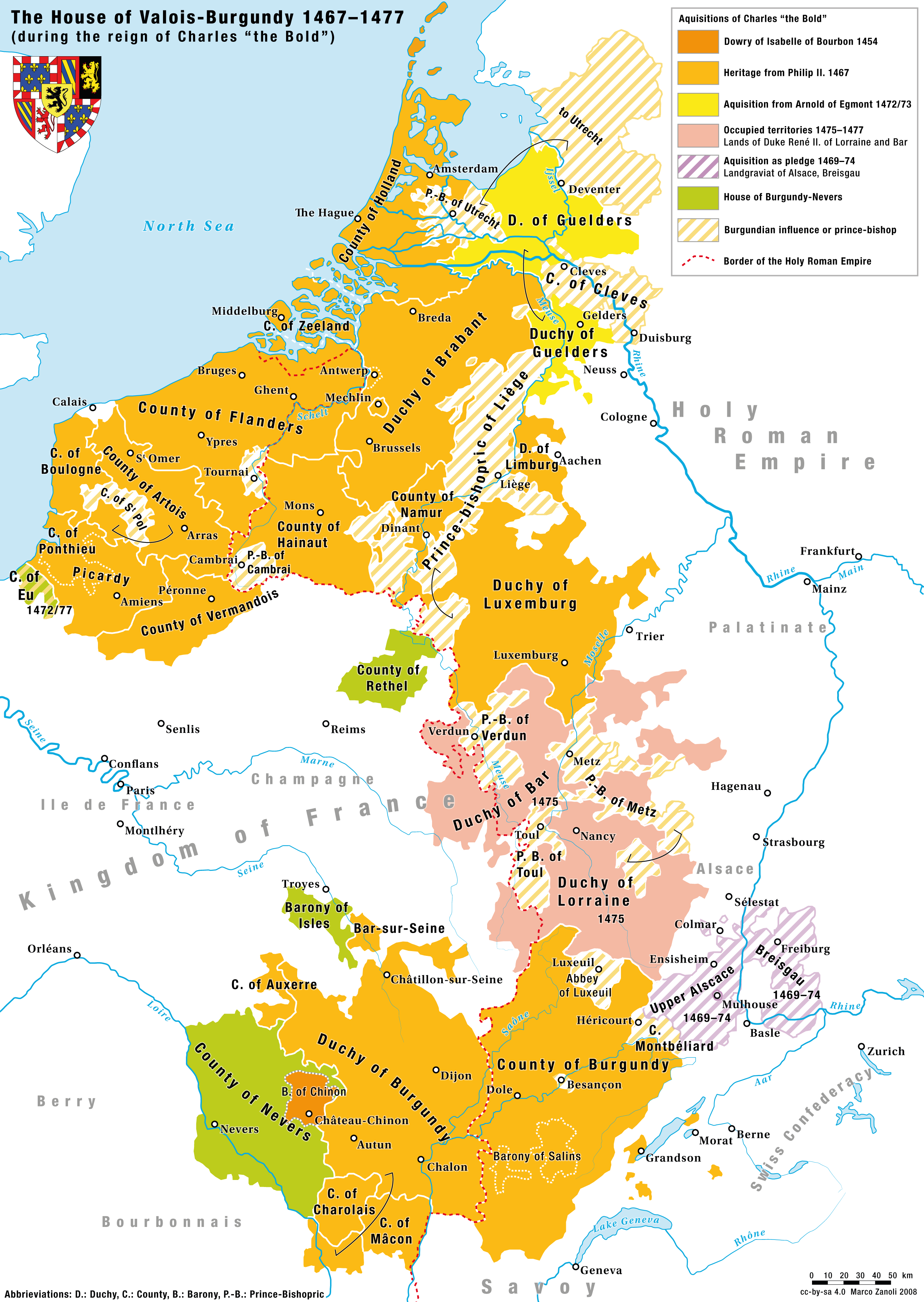
Территория герцогства Бургундия во время правления Карла Смелого

Скоро, однако, Льеж сделал третью попытку возвратить себе самостоятельность, пользуясь тем, что в это время против Карла поднялся и Людовик XI, желавший возвратить себе Бургундию. Карл находился в затруднительном положении, но ему повезло. Незадолго до начала льежского восстания Людовик XI прибыл к Карлу на переговоры в Перонну. Людовик XI отправился в Перонну, взяв с собой всего сто человек свиты, поверив обещаниям герцога о дружественном приёме и полной безопасности. Но едва начались переговоры, как пришло сообщение, что Льеж восстал. Горожане захватили в плен своего епископа и подняли знамя короля Франции.
Обвинив во всём короля, Карл велел запереть ворота. От скорой расправы Людовика спас Филипп де Коммин, посоветовавший королю принять все условия герцога. В октябре 1468 года Людовик подписал предложенный ему договор, по которому признавал, что Парижский парламент не имеет власти над Фландрией и Пикардией, а сам он не имеет никаких ленных прав на эти области. Людовик соглашался отдать своему брату герцогу Беррийскому Шампань и пообещал, что примет участие в походе против города Льежа и будет присутствовать, с бургундским крестом на шляпе, при казни своих тайных союзников, льежских мятежников. Через неделю после подписания договора Льеж был захвачен на глазах униженного Людовика и жестоко разграблен.
По истечении одного года перемирия, последовавшего за соглашением, король обвинил Карла в измене, и захватил некоторые из городов на Сомме (1471 год). Герцог принял ответные меры: вторгнувшись во Францию с большой армией, овладел городом Нель и уничтожил его жителей. Но потерпев неудачу в атаке на Бове, Карл должен был довольствоваться только разорением страны до Руана и в конечном счёте отступить, не достигнув какого-нибудь полезного результата.

## Внутренняя политика
Отказавшись от расточительного великолепия, которым славилась Бургундия при его отце, он направил все свои усилия на развитие военной и политической власти. С начала своего правления он начал реорганизацию армии и управления герцогства. Сохраняя принципы феодального пополнения, он пытался установить систему твёрдой дисциплины среди войска, которое он усилил, нанимая иностранных наёмников (англичане, итальянцы) и развивая артиллерию. По свидетельству одного из летописцев Карла Оливье Ламарша, к концу его жизни армия герцогства Бургундского располагала парком в 300 орудий.

## Монархические амбиции

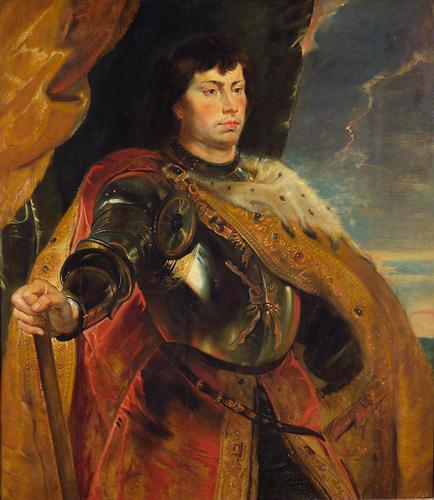
Рубенс П. П. Портрет Карла Смелого. (1618). Музей истории искусств (Вена)

Франция в 1477 году
Королевский домен
Владения Карла Смелого

К этому времени амбиции и политика Карла изменились. Он больше не стремился сделать лордов независимыми от короля, но стремился присоединить к Бургундии Эльзас и Лотарингию и создать королевство с самим собою в качестве независимого суверена. Обстоятельства позволили ему добиться возвращения Гелдерна, и он вступил в переговоры с императором Фридрихом, за сына которого согласился выдать свою единственную дочь Марию при условии, что сам Карл будет избран королем римлян (мечтая и об императорской короне в будущем; но недоверие к возраставшему могуществу Бургундии со стороны Франции, Швейцарии и Северной Италии помешало тогда осуществлению этого плана). Император предложил вместо этого короновать его как короля Бургундии. В 1473 году в Тревесе состоялось собрание, оживленное продолжительным кругом пышных поединков и пиршеств, чтобы осуществить последнее предложение; но курфюрсты выразили протест Фридриху, который не отличался решительностью, и убедили его тайно бежать ночью.
В том же году архиепископ Кёльнский Рупрехт, ограниченный в своей власти сеймом, обратился за помощью к Карлу, который принял эту просьбу, надеясь подчинить своей власти прирейнские города; но стойкое сопротивление города Нойса (1474—1475) и приближение императорского войска заставило Карла отступить. Незадолго перед тем, в 1469 году, Сигизмунд, эрцгерцог австрийский, заложил свои эльзасские владения Карлу, который поставил над ними жестокого фогта.

## Война с Лотарингией и швейцарцами

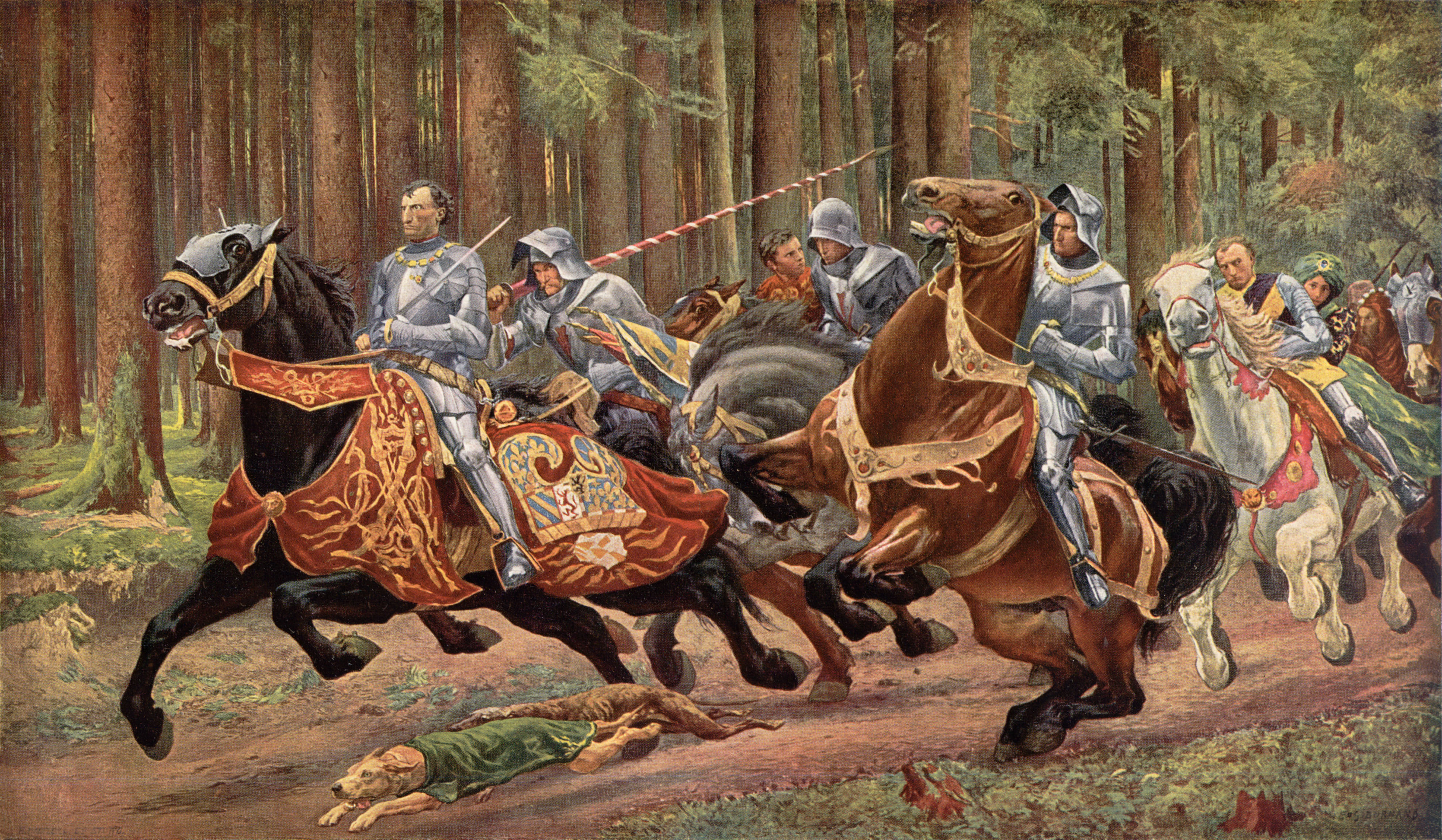
Эжен Бюрнан. «Бегство Карла Смелого» (1894)

Людовик XI, боявшийся теперь сам воевать с Карлом, устроил «вечный мир» между Габсбургами и швейцарцами, уверив последних в намерении Карла подавить их свободу, а Сигизмунда снабдил деньгами для выкупа заложенных имений. Карл медлил с их возвращением; теснимые эльзасцы, уверенные в помощи швейцарцев, прогнали бургундский гарнизон и казнили осуждённого чрезвычайным судом фохта (Гагенбаха). Разгневанный Карл напал на Лотарингию, овладел её столицей Нанси и двинулся через Юру против швейцарцев. Так начались Бургундские войны, приведшие к краху герцогства. Участь изменнически захваченного гарнизона города Грансон, отчасти повешенного, отчасти утопленного в Невшательском озере, воодушевила швейцарцев, и их войско в битве под Грансоном в 1476 году нанесло полное поражение бургундцам. По некоторым оценкам, бургундская армия насчитывала от 30 до 40 тысяч воинов, армия конфедератов — 20 тысяч. Однако цифры ненадёжны: в то время никто не мог точно подсчитать численность армий.
Победителям досталась вся превосходная артиллерия Карла и его великолепный лагерь, полный сокровищ, молва о которых ходила по всей Европе. Это поражение не отучило Карла от самонадеянности; в битве с швейцарцами под Муртеном (1476) он получил ещё более тяжёлый удар. Войско герцога было полностью разбито, значительная часть его погибла. Вне себя от ярости, Карл отвергал всякое посредничество и в третий раз выступил против закалённого в боях врага.

## Смерть в Нанси

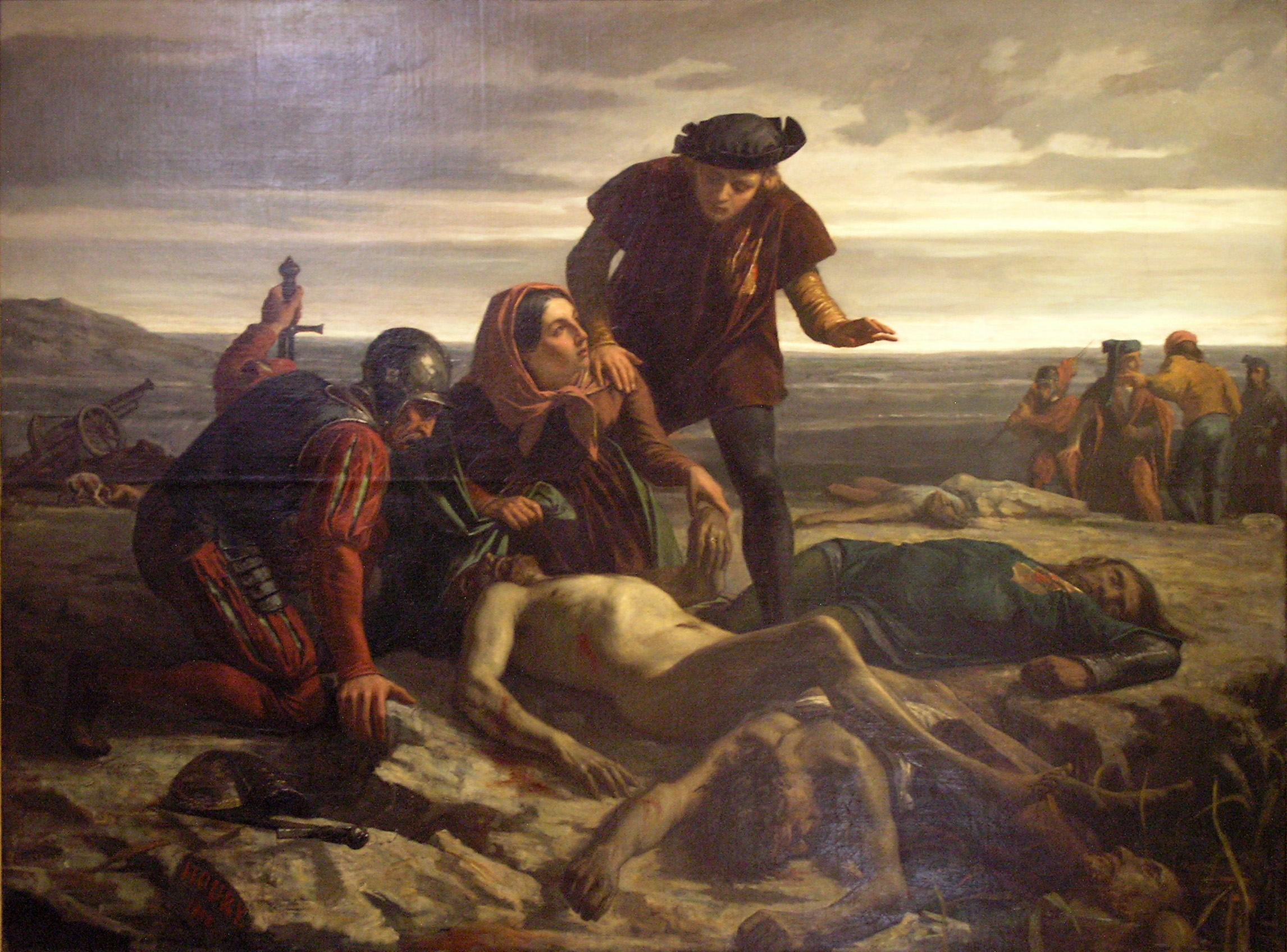
Шарль Антуан Хури. «Обнаружение тела Карла после битвы при Нанси» (1862)

Предпринимая последние усилия, Карл сформировал новую армию и 22 октября осадил город Нанси. На выручку осажденным поспешила армия лотарингцев и их союзников — австрийцев, эльзасцев, французов и швейцарцев (до 20 тыс. человек). Потеряв многих солдат из-за сильных холодов, Карл тем не менее не стал снимать осаду с находящегося на грани сдачи голодающего города, решив принять бой.
5 января 1477 года на обледеневших полях близ Нанси войско Карла потерпело страшное поражение, отчасти обусловленное изменой итальянского кондотьера Кампобассо (изменой по отношению к Карлу: на самом же деле Кампобассо был вассалом сторонника Людовика XI, и был вынужден следовать за своим сюзереном). Почти всё бургундское войско было перебито или пленено, Карл Смелый был убит. Его обмороженное, голое и изуродованное тело обнаружили несколько дней спустя в соседней реке. Голова Карла была расколота алебардой, на животе и пояснице были следы от многочисленных ударов копий, а лицо было настолько обезображено дикими животными, что лишь личный врач смог опознать его по боевым шрамам.
Могила Карла Смелого находится в церкви Богоматери в Брюгге. Врагам Карл запомнился как Карл Ужасный. Это прозвище он получил из-за своего жестокого поведения в отношении неприятеля, особенно во время войны с Францией в конце 1471 года: из-за отказа французов участвовать в открытом сражении, и их нападениями на его незащищенные границы в Геннегау и Фландрии, Карл прошёл своей армией от Иль-де-Франса до бургундской территории, по дороге предав огню более чем две тысячи селений.

## Наследие

Герб Карла Смелого

После смерти Карла, не оставившего сыновей, его преемницей стала 19-летняя дочь Мария Бургундская. Вскоре его обширные владения, истощённые войнами, де-факто прекратили существование как суверенное государство, будучи поделены между Людовиком XI и мужем Марии, императором Максимилианом Габсбургом. Последним суверенным герцогом Бургундским был сын Марии по имении Филипп. Попытки французских королей завладеть наследием бургундских Валуа вылились в череду конфликтов с Габсбургами.

## Образ в культуре
Классическая литература
- Вальтер Скотт дважды обращался к образу Карла Смелого: в романах «Квентин Дорвард» (1823) и «Анна Гайерштайн, или Дева Мрака» (1829). Второй роман в русских переводах издавался также под названием «Карл Смелый».
- Карл Смелый является основным прототипом безымянного Герцога, выведенного Пушкиным в финальной сцене «Скупого рыцаря» (1830)[7]. Установлено[8], что Пушкин использовал сведения многотомного труда Проспера де Баранта «История герцогов Бургундских дома Валуа», четвёртое издание которого (Barante, P. de. Histoire des ducs de Bourgogne de la maison de Valois, 1364—1477. — T. I—XIII. — Quatrième edition. — Paris, 1826) имелось в личной библиотеке поэта[9].
- Александр Дюма-отец посвятил герцогу художественно-биографический очерк «Карл Смелый» (Charles le Téméraire, 1857)[10].
- Жизни и деятельности его посвящён исторический роман немецкого писателя Вернера Бергенгрюна «Герцог Карл Смелый» (1930).
- Фигурирует в историческом романе Анри Дюпуи-Мазуэля[фр.] «Чудо волков» (1924), экранизированном сначала в том же году, а затем в 1961 году Андре Юнебелем (см. ниже).
- Является второстепенный персонажем в цикле фантастических романов Михаила Ланцова «Иван Московский». По сюжету романов, Карл Смелый изучает тактические приемы короля Руси и побеждает Людовика XI в битве при Нанси, становясь королем Бургундии.

 В кино 
- «Чудо волков» / «Le miracle des loups» (Франция; 1924), режиссёр Раймон Бернар, в роли Карла — Ванни Марку.
- «Квентин Дорвард» / «Quentin Durward» (США, 1955), режиссёр Ричард Торп, в роли Карла — Алек Клуниз
- «Тайны бургундского двора» / «Le miracle des loups» (Франция; 1961), режиссёр Андре Юннебель, в роли Карла — Роже Анэн
- «Квентин Дорвард» / «Quentin Durward» (Франция-ФРГ, 1971), режиссёр Жиль Гранжье, в роли Карла — Вильям Сабатье
- «Приключения Квентина Дорварда, стрелка королевской гвардии» (СССР; 1988), режиссёр Сергей Тарасов, в роли Карла — Александр Яковлев.
- «Белая королева» / «The White Queen» (Великобритания, 2013), режиссёры Колин Тиг, Джеймс Кент, Джэми Пэйн, в роли Карла — Йорен Селдеслахтс

В филателии
Карл Смелый изображен на бельгийской почтовой марке 1941 года.